# 资阳区

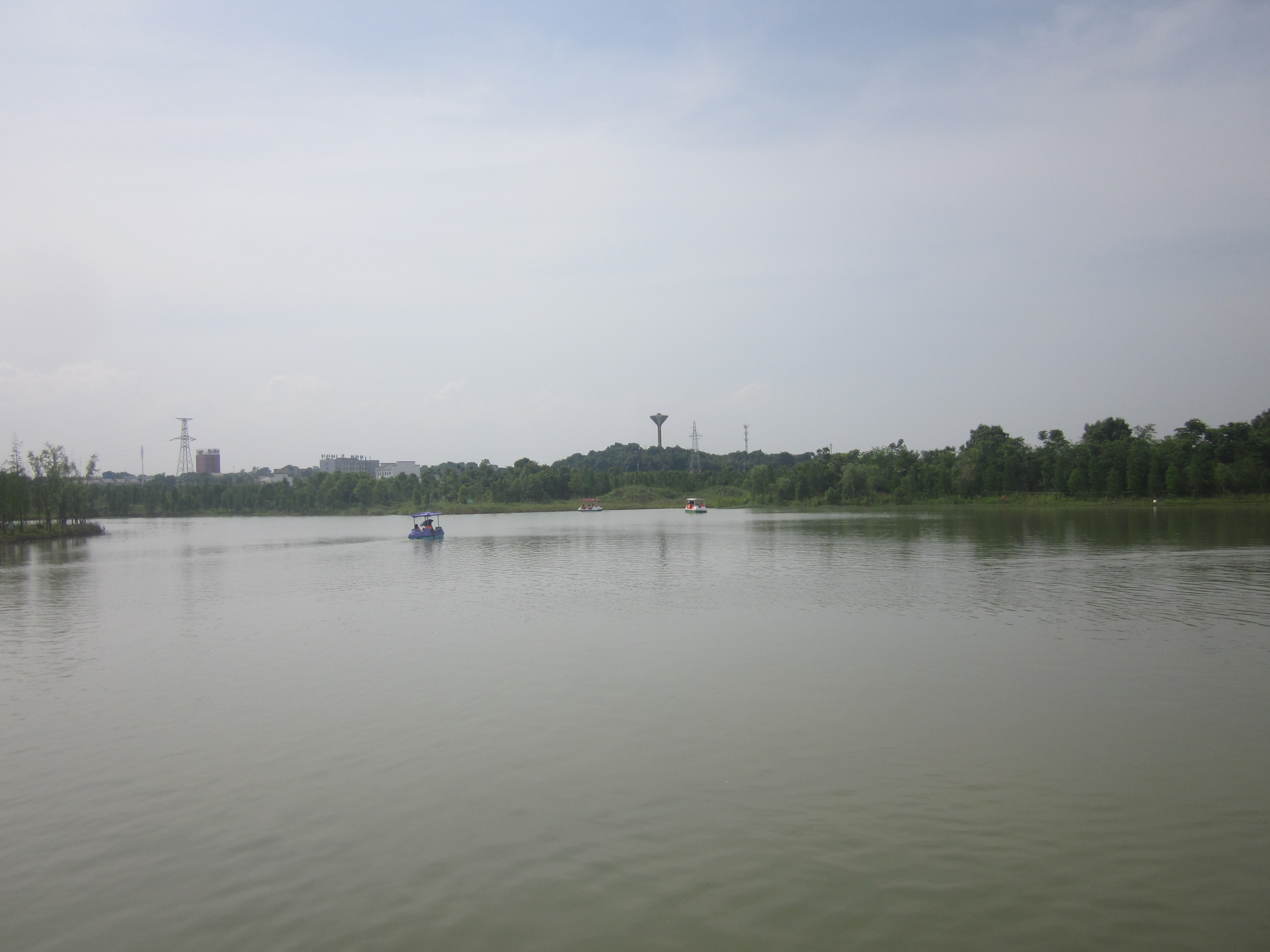

資陽區是湖南省益阳市的市辖区，成立于1994年4月。位于湖南中部偏北、益阳市中部偏南，属南洞庭湖滨湖区。全区总面积为572平方公里，常住总人口为35.64万人。区人民政府駐大码头街道。

## 行政区划
资阳区下辖2个街道办事处、5个镇、1个乡：
大码头街道、汽车路街道、迎风桥镇、沙头镇、茈湖口镇、长春镇、新桥河镇、张家塞乡和长春工业园。

## 历史
資陽區因辖境大部分位于资水以北得名“资阳”。国务院1994年4月7日国函[1994]17号，撤销益阳地区、县级益阳市和益阳县，设立地级益阳市。資陽區的行政體製上繼承原县级益阳市。地级益阳市设立资阳区和赫山区二个市辖区。資陽區辖原县级益阳市的汽车路、大码头、城内、大水坪4个街道办事处和新桥河、迎丰桥两个镇及长春、香铺仑、李昌港、过鹿坪、杨林坳5个乡，原益阳县的沙头镇、茈湖口镇、张家塞乡。参见：益阳历史

## 人口
根据第七次人口普查数据，截至2020年11月1日零时，资阳区常住人口为356405人。
全县总人口为41.32万人（2004）。

## 經濟
全县GDP总量为218,990万元（2004年）。